# Войны в Ломбардии
Войны в Ломбардии (ит. Guerre di Lombardia) — общее название серии военных конфликтов в Центральной и Северной Италии между Венецианской республикой и Миланским герцогством, поддержанных различными союзниками. Они происходили с 1425 по 1454 год и закончились подписанием Лодийского мира. 
В ходе этих войн изменилась политическая структура Италии: из коммун и городов сложились пять государств, составлявших политическую карту Италии вплоть до Итальянских войн. Важнейшие политические центры Тосканы и Северной Италии — Сиена, Пиза, Урбино, Мантуя, Феррара — подверглись политической маргинализации. Войны, разбиваемые на четыре кампании, были борьбой за гегемонию в Северной Италии, которая разрушила экономику Ломбардии и ослабила мощь Венеции.

## Первая кампания
Первая из четырёх кампаний, направленных против территориальных амбиций миланского герцога Филиппо Мария Висконти, была связана со смертью Джорджо Орделаффи, синьора Форли. Он сделал Висконти опекуном своего девятилетнего наследника Теобальдо II. Мать последнего — Лукреция дельи Алидози, дочь синьора Имолы — не согласилась с этим и сделала регентом себя. Не согласившись с этим, форливцы восстали и призвали на помощь миланского кондотьера Аньоло делла Пергола (14 мая 1423 года). Флорентийская республика отреагировала на это объявлением войны Висконти. Её кондотьер Пандольфо Малатеста вторгся в Романью, чтобы помочь правившим в Имоле представителям семьи Алидози, но был разбит, а город был взят штурмом 14 февраля 1424 года. Последний правитель Имолы — Луиджи дельи Алидози — был отослан в Милан, а несколько дней спустя правитель Фаэнцы — Гвидантонио Манфреди — встал на сторону Висконти. Флорентийская армия, которой на этот раз командовал Карло Малатеста, была в июле разбита вновь в сражении при Загонаре; взятый в плен Карло был отпущен Висконти и тоже присоединился к нему. Тогда Флоренция наняла Никколо Пиччинино и Оддо да Монтоне, но эти двое также были разбиты при Валь ди Ламоне. Оддо был убит, но Пиччинино смог убедить Манфреди объявить войну Висконти.
После поражения в Романье Флоренция решила атаковать Висконти со стороны Лигурии, вступив в союз с арагонцами из Неаполя, однако как флот из 24 галер, посланный арагонцами в Геную, так и наземная армия потерпели неудачу. Тем временем Висконти нанял Пиччинино и другого кондотьера — Франческо Сфорца, а также послал армию под руководством Гвидо Торелло вторгнуться в Тоскану. Торелло разбил флорентийскую армию при Ангиари и при Фаджуоле.
Флорентийские несчастья были уравновешены пактом, подписанным 4 декабря 1425 года с Венецианской республикой. В соответствии с соглашением, все завоевания в Ломбардии доставались венецианцам, все завоевания в Романье и Тоскане — флорентийцам, капитан-генералом Лиги назначался кондотьер Франческо Буссоне да Карманьола. В 1426 году Буссоне, которому ещё недавно платил Висконти, после долгой осады с активным использованием артиллерии взял Брешиа (26 ноября 1426 года), которую сам недавно брал для Висконти. Тем временем венецианский флот под командованием Франческо Бембо продвинулся по реке По до Падуи, и флорентийцы вернули все свои владения в Тоскане. Висконти, который уже отдал Форли и Имолу римскому Папе, чтобы заслужить его благосклонность, запросил перемирия. Благодаря посредничеству папского легата Никколо дельи Альбергати, 30 декабря 1426 года в Венеции был подписан мир. Висконти получил обратно земли, оккупированные флорентийцами в Лигурии, но ему пришлось отказаться от района Верчелли, завоёванного герцогом Савойи Амадеем VIII, и Брешиа, перешедшей Венеции, а также пообещать не вторгаться в Романью и Тоскану.

## Вторая кампания
Мир, однако, длился не очень долго. По совету императора Сигизмунда Висконти не стал ратифицировать мирный договор, и в мае 1427 года война разразилась вновь. Поначалу миланцы смогли взять Казальмаджоре и Брешелло; посланный туда флот был сожжён венецианским флотом под командованием Бембо, однако Никколо Пиччинино смог 29 мая победить Буссоне при Готтоленго. Венецианский командующий вынудил его отступить и захватил 12 июля Казальмаджоре, в то время как Орландо Паллавичино, владевший несколькими замками возле Пармы, восстал против Висконти, а Амадей VIII и Джованни Якопо Монферратский вторглись в Ломбардию с востока.
Висконти мог рассчитывать на некоторых из лучших кондотьеров своего времени — таких, как Сфорца, Делла Пергола, Пиччинино и Гвидо Торелло. Однако, так как они были завистливыми, главнокомандующим он сделал Карло Малатеста. Последний командовал миланцами в битве при Маклодио (4 октября 1427 года) и проиграл венецианцам, которыми командовал Буссоне. Итог сражения был, тем не менее, не бесспорным, и Висконти был вынужден примириться с Амадеем, отдав ему Верчелли и выдав за него свою дочь Марию. Тем не менее, так как Сфорца был побеждён генуэзскими изгнанниками, и требовалась помощь Сигизмунда, Висконти запросил мира. При посредничестве Папы 18 апреля 1428 года был подписан мирный договор в Ферраре. В Бергамо и Крема размещался венецианский губернатор, подтверждалось венецианское владение Брешиа и её окружением. Флорентийцы получили обратно потерянные ими опорные пункты за исключением города Вольтерра, восставшего против них. Войска под командованием Никколо Фортебраччо, отправленные усмирить город, были потом посланы против Лукки, правивший которым Паоло Гвиниджи ранее выступал на стороне Висконти.

## Третья кампания
Третья война (1431—1433) началась, когда Висконти поддержал Лукку, направив туда Франческо Сфорцу с 3000 всадников. Однако Сфорца был за 50 000 дукатов перекуплен флорентийцами, продолжившими осаду Лукки после ухода кондотьера. Призываемый осаждёнными на помощь Висконти вынудил Генуэзскую республику объявить войну Флоренции. Поражение на берегах реки Серкио их командира Гвидантонио да Монтефельтро 2 декабря 1430 года вынудило флорентийцев вновь запросить помощи у Венеции, и при поддержке нового папы Евгения IV, венецианца по происхождению, восстановить Лигу. Висконти ответил на это, снова наняв Пиччинино и Сфорцу, которым пришлось вновь противостоять Буссоне.
17 мая 1431 года армия Лиги была разбита при Сончино, в то время как Луиджи Колонна разбил венецианцев при Кремоне, Кристофоро Лавелло отбросил войска Монтферрата, а Пиччинино занял сильные позиции в Тоскане. Другим источником горестей для восстановленной Лиги стало уничтожение её флота на реке По, устроенное Никколо Тревизани около Павии 23 июня. В 1431 году Висконти также нашёл ценного союзника в лице Амадея VIII Савойского в обмен на помощь против Джованни Якопо Монтферратского.
Венецианцы выиграли у генуэзцев 27 августа 1431 года морское сражение при Сан Фруттуозо, но на земле Буссоне, командовавший венецианскими войсками, двигался осторожно, избегая сражений, и возникло подозрение, что он был подкуплен Висконти, в то время как к последнему присоединился Сигизмунд, прибывший в Италию для получения императорской короны. В итоге Буссоне был отстранён; отозванный Советом десяти, в марте 1432 года он был арестован и обезглавлен перед Дворцом дожей. В ноябре 1432 года Пиччинино разбил венецианскую армию в битве при Делебио с помощью объединённой армии Милана и Вальтеллины, куда в 1431 году вторглись войска Венеции.
Мирный договор, подписанный в мае 1433 года в Ферраре, зафиксировал шаткое статус-кво. Война Флоренции с Луккой и союзниками этого города аналогично завершилась возвратом к предвоенному положению, однако отсутствие успехов у лидеров участников Лиги привело к потере ими большей части своей харизмы: венецианский дож Франческо Фоскари был на грани отстранения; Козимо Медичи был арестован и изгнан в Падую. Другим результатом мирного договора стало то, что Монтферрат стал сателлитом Савойи.

## Четвёртая кампания
В четвёртой войне спорные вопросы персонализировались в боях соперничающих друг с другом кондотьеров: Гаттамелата, а позднее — Франческо Сфорца номинально сражались за Венецию, в то время как сторону Висконти возглавлял Никколо Пиччинино, пообещавший папе Евгению IV отвоевать для него Марке. Вместо этого он, вполне в духе того времени, поступил наоборот: завоевав Равенну и Болонью он вынудил их признать Милан своим сюзереном.
Пиччинино, которого поддержал Джанфранческо Гонзага, вторгся во владения Венеции в Ломбардии. В сентябре 1438 года он начал осаду Брешиа и атаковал Бергамо и Верону. В ответ на это Венеция заключила союз с Флоренцией и Франческо Сфорцей, в котором участвовали некоторые из знаменитых кондотьеров того времени — такие как Асторре II Манфреди, Пьетро Перзальяно и Николо III Феррарский. В обмен на поддержку последнего было восстановлено древнее владение Полезине.
Миланцы были разбиты в Тоскане и у Сончино (14 июня 1440). Военное счастье стало клониться в сторону Венеции, и Сфорца прибыл в Венецию чтобы получить свою долю триумфа. Однако Пиччинино вернулся в феврале 1441 года в Романью и разгромил гарнизон Сфорцы в Кьяри. Сфорца осадил Мартиненго, но когда Пиччинино отрезал ему все пути к отступлению, ситуация стала казаться более предпочтительной для Милана. Полагая, что победа у него в руках, Пиччинино потребовал у Висконти в обмен на неё синьорию Пьяченца. Герцог Милана предпочёл вместо этого предложить соглашение Сфорце.
На поле Каврианы Сфорца выступил как переговорщик между двумя сторонами, совершив то, за что Буссоне поплатился головой. При подписании мирного договора в Кремоне 20 ноября 1441 года никаких крупных территориальных изменений не произошло: Венеция сохранила Равенну, Флоренция — долину Казентино. Пиччинино получил в награду земли Орландо Паллавичино в Парменза, в то время как Филиппо Мария Висконти признал независимость Генуи и вновь пообещал прекратить вмешательство в ситуацию в Тоскане и Романье.

## Итоги
Произошли важные династические и политические изменения: Франческо Сфорца стал служить Висконти и женился на его дочери, в то время как Флоренция вышла на новый виток своей истории под руководством Козимо Медичи. После смерти Висконти в 1447 году Франческо Сфорца, поддержанный Медичи, в мае 1450 года с триумфом вошёл в Милан. Сформировались две коалиции: Милан Сфорцы в союзе с Флоренцией Медичи противостоял Венеции и арагонскому Неаполитанскому королевству. Основным театром военных действий оставалась Ломбардия, где обе стороны подписали в мае 1454 года Лодийский мир — компромисс, сформировавший основу для общего согласия между четырьмя соперниками: Венецией, Миланом, Флоренцией и Неаполем. Этот мир был благословлён папой Николаем V, представлявшим пятую силу Италии. Лодийский мир часто рассматривают как проявление постоянно подчёркиваемого принципа европейской политики — баланса сил.